# Don't Come Easy
Chansons représentant l'Australie au Concours Eurovision de la chanson
Sound of Silence
(2016) We Got Love
(2018)
Don't Come Easy, (en français « Ça ne vient pas facilement ») est la chanson d'Isaiah Firebrace qui a représenté l'Australie au Concours Eurovision de la chanson 2017 à Kiev, en Ukraine.